# Tage Frigell
Nils Tage Frigell, född 4 september 1905 i Södertälje, död 24 januari 1996 i Kungsbacka, var en svensk jurist som var lagman i Hallands norra tingsrätt 1971.
Frigell blev juris kandidat 1929, assessor i Hovrätten över Skåne och Blekinge 1843, hovrättsråd 1948 och revisionssekreterare samma år (tillförordnad 1945). Han var häradshövding i Hallands norra domsaga 1956-1970 och lagman i Hallands norra tingsrätt 1971.
Frigell var son till lantbrukare Nils Nilson och hans maka Gertrud, född Frigell, samt bror till Sven Frigell. Han var från 1944 gift med Lisa, född Lindeberg 1908.